# ベイジル・リデル＝ハート
サー・ベイジル・ヘンリー・リデル＝ハート（Sir Basil Henry Liddell-Hart, 1895年10月31日 - 1970年1月29日）は、イギリスの軍事評論家、軍事史研究者、戦略思想家。ファーストネームは、「バジル」が英語での発音により忠実である。
軍事戦略、陸上作戦、核戦略の研究領域において奇襲、機動戦、間接アプローチ、大戦略などの研究業績を残した。20世紀という時代を象徴する戦略思想家と称される。

## 生涯

### 生い立ちと軍歴
1895年にパリのイギリス人牧師の家庭に生まれた。幼少から戦争シミュレーションに強い関心を抱いており、チェス愛好家でもあった。歴史や鉄道、旅行についての本を数多く読んでおり、小学校では国語と歴史、地理が得意であった。病弱であったがクリケットとサッカーも好んでいた。13歳のときに志望した海軍学校の入学試験では身体検査の結果が悪かったために入学はできなかった。ロンドンのセント・ポールズ・スクールに進学するとラグビーを好むようになり、航空について強い関心を示すようになり、航空雑誌に意見を投稿している。
ケンブリッジ大学に入学し、歴史学を専攻するが、成績は芳しくなかった。後年ケンブリッジ大学で学んだものを問われた際に、最高級の料理とワインの味と答えている。軍事史に興味を示すようになるのはこの頃からである。1914年に第一次世界大戦が勃発し、イギリス陸軍を志望し、大学将校養成センターで訓練教育を受け、英陸軍の臨時士官になる。そして1914年11月から西部戦線に送られ、12月7日にキングス・オウン・ヨークシャー軽歩兵連隊の少尉として任官された。当時、リデル＝ハートは19歳であった。
まずフランスのモーランコー、次にイープルで勤務したが、戦場での熱病、負傷により2度本国に送還されており、ごく短期間の勤務になった。3度目の勤務では1916年7月にソンムの戦いにヨークシャー歩兵連隊の大隊指揮官として攻勢作戦に参加したが、激しい戦闘で大隊は壊滅し、自身も負傷でまた本国に送還された。この戦闘経験は自身の回顧録によれば、「目的達成のために要する人的物的損害を最小化する」ことへの問題意識を持たせることとなり、間接アプローチ戦略の原点となったと述べている。
その後、イギリスで歩兵戦術についてのパンフレットを作りフランス駐留英陸軍部隊に配布された。その後陸軍の要請を受けて『歩兵操典』を作成した。1922年から1924年の間は持病の心臓発作などの理由でイギリス陸軍教育隊に教官として配属されることとなったが、強烈な個性のために将校として不適格と判断され、1927年には大尉で退役した。

### 著述活動
退役後は作家・ジャーナリストとしての執筆活動を開始し、1929年に『歴史上の決定的戦争』を発表している。この著作では後の『戦略論』の雛形でもあり、間接アプローチ戦略の概念が論じられている。『モーニング・ポスト』『デイリー・テレグラフ』『タイムス』の軍事担当記者として勤めた。さらに1935年から2年間に渡り、陸軍大臣レスリー・ホーア＝ベリシャの非公式顧問となるが、陸軍内の反発は強く、自著回想録でも不満を記した。しかし公職には就かず、軍事史研究者・軍事評論家として研究執筆活動を行い、オペレーションズリサーチ研究者や軍人との交流を活発に行った。
第二次世界大戦が勃発した際のリデル＝ハートの立場は攻勢に批判的であり、ドイツの軍事行動を予防し、また戦争の拡大を防止するために外交交渉によるドイツとの妥協の必要性を訴えた。しかしこれはドイツ軍が必ず敗北することを前提としており、電撃戦で連合軍が大きな損害を出すと批判されることにもなる。特に戦時中であったこともあり総力戦の批判は敗北主義と受け取られ、リデル＝ハートの名声を貶めることとなった。大戦の後期にはドイツを完全に敗北させる総力戦は事実上不可能であり、またイギリスの財政を圧迫するだけだと論じた。1943年にチャーチルが枢軸国の無条件降伏を決定した際には反対の覚書を政府に送付している。
第二次世界大戦が終結してからはオックスフォード大学への就職に努力するが、失敗した。この結果として多くのドイツ軍の将校たちと交流する機会を得て、ハインツ・グデーリアンとも対談している。冷戦期においてリデル＝ハートの間接アプローチ戦略の思想は対ソ政策に向けられており、ジョージ・ケナンの封じ込め政策との類似性が認められる。1954年に『戦略論』を執筆し、これは英語圏で好調な売れ行きを見せた。晩年にはステート・ハウスでサロンを開き、数多くの知識人に門戸を開いていた。
第二次世界大戦において機甲戦理論の正しさが確認されたこともあり、「将軍たちを教える大尉」の異名まで付けられた。その結果、世界中の多くの歴史家や軍人がリデル＝ハートを師として仰ぐようになる。1966年にはナイト称号が授与され、その4年後に死去、1970年1月29日にバッキンガムシャー、マーロウに没した。

## 理論

### 間接アプローチ戦略
自著「第二次世界大戦」では、連合国の無条件降伏を取りつけるために、戦争を長引かせ、共産主義の中央ヨーロッパ進出を容易にする結果となり、スターリンに利しただけだったと評した。

### 日本関係の論評
日露戦争において、旅順要塞を攻略せずに放置することにより、ロシア軍を誘致して決戦する方策が有利だったのではないかという点と、ロシアが長大な補給線をシベリア鉄道に頼っていたことから、補給線の破壊が有利な戦略だったのではないかという点を指摘している。
太平洋戦争開戦のきっかけとなった連合国側の在外日本資産凍結と石油禁輸措置について、日本を自国崩壊や国策の廃棄を回避する唯一の手段としての戦争に追い込むことは必定であり、また、4ヶ月以上も石油解禁の交渉に努めていたことは特筆に値することだと述べている。また、原爆投下について、日本の降伏は既に時間の問題となっていたので、このような兵器を用いる必要性は無かったと批判している。さらに、連合国側の無条件降伏要求が、戦争を長引かせる一因となったことを指摘し、何百万人もの犠牲を余分に出す結果になったとも論評している。
1927年に刊行された Great Captains Unveiled の、チンギス・ハーンとスブタイに関する評論の文中で「日本は、勇気に富み、規律ある戦闘集団が、東方から来ることが可能であることを、我々に思い出させた」と記述している。

## 影響
晩年、リデル＝ハートは自宅に若手の軍人・政治家や戦略研究家を招き、一種のサロンを開いた。彼らは後に欧米諸国の要職に就いている。

## 著作
- Scipio Africanus: Greater Than Napoleon (W Blackwood and Sons, London, 1926; Biblio and Tannen, New York, 1976)
- Great Captains Unveiled (W. Blackwood and Sons, London, 1927; Greenhill, London, 1989)
  - 『覆面を剥いだ名将たち――統率の原理と実際』　原書房、1972年=改題『世界史の名将たち』原書房、1980年。新版2010年
- Basil Henry Lidell Hart (1927). The Remaking of Modern Armies. London: John Murray. OCLC 1086737511
  - リッドル・ハート 著、神吉三郎 訳『近代軍の再建』富山房、東京、1944年。 NCID BN06545360。
- Reputations 10 Years After (Little, Brown, Boston, 1928)
- The decisive wars of history (1929) (のち Strategy: the indirect approachに所収)
- The Real War (1914–1918) (1930), のち A History of the World War (1914–1918).
  - 『第一次世界大戦』　フジ出版社、1976年／中央公論新社 上下 、2000年
- Foch, the man of Orleans (1931), Penguin Books, Harmondsworth.
- Sherman: Soldier, Realist, American (Dodd, Mead and Co, New York, 1929; Frederick A. Praeger, New York, 1960)
- The Ghost of Napoleon (Yale University, New Haven, 1934)
  - 『ナポレオンの亡霊 - 戦略の誤用が歴史に与えた影響』　原書房、1980年。新版2010年
- B.H. Liddell Hart (1936). The War in Outline : 1914 - 1918. London: Faber and Faber. OCLC 250292114
  - リデル・ハート 著、後藤富男 訳『世界大戦 : その戦略（原題 世界大戰 : その戰略）』富山房、東京、1939年。 NCID BN12728718。
- Liddell Hart (1939). The Defence of Britain. London: Faber and Faber. OCLC 669126357(Faber and Faber, London, 1939; Greenwood, Westport, 1980)
  - 　リデル・ハート 著、江本茂夫、尾野稔 訳『英帝国崩潰の真因 : 英国の防衛』実業之日本社、東京、1940年。 NCID BN04766121。
- The Current of War, London: Hutchinson, 1941
- The strategy of indirect approach (1941, reprinted in 1942 under the title: The way to win wars,[10]
  - 『戦略論　間接的アプローチ』原書房,1971年上下／新装版1986年,新訳、2010年
- The Revolution in Warfare, London: Faber and Faber, 1946
- The Rommel Papers, 1953
  - 編著『ロンメル戦記 - ドキュメント』　読売新聞社、1971年
- The Tanks - A History of the Royal Tank Regiment and its Predecessors: Volumes I and II (Praeger, New York, 1959)
- The Memoirs of Captain Liddell Hart: Volumes I and II (Cassell, London, 1965)
  - 『リデル・ハート回顧録 』全四巻　防衛研修所、1970-71年
- Why don't we learn from history? (Hawthorn Books, New York, 1971)
- History of the Second World War (Putnum, New York, 1971)
  - 『第二次世界大戦』フジ出版社、1978年／中央公論新社、1999年、改版2023年
- "Foreword" to Samuel B. Griffith's Sun Tzu: the Art of War (Oxford University Press, 1963)
- The Other Side of the Hill. Germany's Generals. Their Rise and Fall, with their own Account of Military Events 1939-1945,(London: Cassel, 1948;  enlarged and revised edition, Delhi: Army Publishers, 1965)
  - 『ナチス・ドイツ軍の内幕』　原書房、1973年=改題『ヒットラーと国防軍』原書房、1976年、新装版、1980年、2010年

その他の邦訳
- 『軍拡下のヨーロッパ』　清和書店、1938年
- 『抑制か防衛か - 西側軍事体制の新構想』　防衛研修所研究部、1961年。
- 『解放の戦略 - 毛沢東とゲバラ』　番町書房、1965年。
- 『第一次大戦 - その戦略』　原書房、1980年。新版2010年(原著The War in Outline)